# Adieu ma concubine (film)
Pour les articles homonymes, voir Adieu ma concubine.
Pour plus de détails, voir Fiche technique et Distribution.
Adieu ma concubine (霸王別姬, Bàwáng biéjī) est un film sino-hongkongais réalisé par Chen Kaige, sorti en 1993.

## Synopsis
Enfants, Douzi et Xiaolou se sont liés d'une amitié particulière à l'école de l'opéra de Pékin. Ils ne se sont jamais quittés, jouant ensemble Adieu ma concubine, célèbre pièce de théâtre évoquant les adieux du prince Xiang Yu et de sa concubine Yu Ji et le suicide de celle-ci avant que son bien-aimé ne soit défait et tué par Liu Bang, le futur empereur Gaozu qui fonda en -202 la dynastie Han.
Dieyi, dont le nom de théâtre est Douzi, éprouve des sentiments pour son partenaire de théâtre Xiaolou, en vain, car ce dernier a épousé Juxian. Désespéré, Dieyi se jette dans les bras d'un mécène, maître Yuan, et sombre dans la drogue. Mais l'amitié et la scène réunissent malgré tout Dieyi et Xiaolou, en dépit des aléas de l'histoire. Le coup le plus dur leur viendra du jeune Xiao Si, qu'ils ont adopté et auquel ils ont enseigné leur art. À cause de lui et de la révolution culturelle, ils finissent par s'entre-déchirer.

## Fiche technique
- Titre français : Adieu ma concubine
- Titre original : 霸王别姬 (Ba wang bie ji)
- Titre anglais : Farewell My Concubine
- Réalisation : Chen Kaige
- Scénario : Lilian Lee et Lu Wei, d'après le roman homonyme de Lilian Lee
- Production : Hsu Feng, Donald Ranvaud, Hsu Bin et Hsu Jade
- Musique : Zhao Jiping
- Photographie : Gu Changwei
- Montage : Pei Xiaonan
- Décors : Yang Yuhe et Yang Zhanjia
- Costumes : Changmin Chen
- Pays de production :  Chine et  Hong Kong
- Langue originale : mandarin
- Format : couleurs - 1,85:1 - Dolby - 35 mm
- Genre : drame, romance
- Durée : 171 minutes
- Dates de sortie :
  - Hong Kong : 1er janvier 1993
  - France : 20 mai 1993 (Festival de Cannes) ; 27 octobre 1993 (sortie nationale)
  - Canada : 16 septembre 1993 (Festival de Toronto)

## Distribution
- Leslie Cheung (VF : Alexandre Gillet) : Cheng Dieyi (alias Douzi)
- Ma Mingwei : Douzi (enfant)
- Yin Zhi : Douzi (adolescent)
- Zhang Fengyi (VF : Jean-Philippe Puymartin) : Duan Xiaolou (alias Shitou)
- Fei Yang : Shitou (enfant)
- Zhao Hailong (VF : Olivier Martret) : Shitou (adolescent)
- Li Chun : Xiao Si (adolescent)
- Lei Han : Xiao Si (adulte)
- Gong Li (VF : Françoise Cadol) : Juxian
- Lu Qi : Maître Guan
- Ying Da : Manager
- Ge You (VF : Luq Hamet) : Maître Yuan
- Tong Di : Zhang l'Eunuque
- Li Dan : Laizi / Écolier d'Opéra de Pékin
- Jiang Wenli : La mère de Douzi
- Zhi Yitong : Aoki Saburo
- David Wu : Garde Rouge

## Commentaires
Chen Kaige trace un panorama de la Chine sur plus d'un demi-siècle, de 1924 à 1979, dans ce film qu'il définit comme "une histoire de séduction et de trahison".
Pendant la révolution culturelle, Chen Kaige rejoint les Gardes rouges : « Quand les Gardes rouges ont fait leur apparition, j'ai cherché à les rejoindre. Moi, je voulais faire partie du groupe, ne plus être un adolescent solitaire. J'avais peur. Les Gardes rouges ne voulaient pas de moi, car mon père avait fait partie du Guomindang. J'étais le fils d'un ennemi. J'ai appris le « Petit livre rouge » par cœur, comme tout le monde, j'ai participé aux manifestations. Finalement, j'ai été accepté. Puis les Gardes rouges ont fait irruption chez nous et ont contraint ma mère, malade, à rester debout dans un coin pendant quatre heures. Quand on lui a offert une chaise, elle l'a refusée. Je ne l'ai pas défendue, je m'en suis voulu. J'étais déchiré, comment pouvais-je manifester de l'amour à mes parents et, en même temps, être au service du peuple ? En tant que réalisateur, maintenant, j'ai une responsabilité : je dois dire ce que j'ai fait, comment j'ai dénoncé mon père... J'en souffre, et cette souffrance se retrouve dans Adieu ma concubine » .

## Distinctions
- Palme d'or (ex æquo avec La Leçon de piano de Jane Campion) et prix FIPRESCI de la critique internationale au Festival de Cannes 1993.
- Nomination à l'Oscar de la meilleure photographie et du meilleur film étranger en 1994.
- Nomination au César du meilleur film étranger en 1994.
- Golden Globe du meilleur film en langue étrangère en 1994.

## Autour du film
L'opéra Adieu ma concubine, qui donne son titre au film, fut un des succès de Meî-Lân-fâng ou Mei Lanfang, acteur de l'Opéra de Pékin, qui y jouait, comme souvent, un rôle féminin, celui de Yu Ji, favorite du roi de Chu, Xiang Yu. Le réalisateur Chen Kaige a rendu hommage depuis à Mei Lanfang dans un film sorti en 2008.